# Characidium vidali
Characidium vidali är en fiskart som beskrevs av Travassos, 1967. Characidium vidali ingår i släktet Characidium och familjen Crenuchidae. Inga underarter finns listade i Catalogue of Life.